# Sarsiella concentricostata
Sarsiella concentricostata (Synoniem: Eurypylus concentricostatus, Eusarsiella concentricostata) is een mosselkreeftjessoort uit de familie van de Sarsiellidae. De wetenschappelijke naam van de soort is voor het eerst geldig gepubliceerd in 1974 door Hartmann.